# Новий Ляс (Опольське воєводство)
Новий Ляс (пол. Nowy Las) — село в Польщі, у гміні Ґлухолази Ниського повіту Опольського воєводства.
Населення — 458 осіб (2011).

## Демографія
Демографічна структура станом на 31 березня 2011 року:
|          | Загалом | Допрацездатний вік | Працездатний вік | Постпрацездатний вік |
| -------- | ------- | ------------------ | ---------------- | -------------------- |
| Чоловіки | 233     | 38                 | 153              | 42                   |
| Жінки    | 225     | 33                 | 126              | 66                   |
| Разом    | 458     | 71                 | 279              | 108                  |